# Ricardo Horneffer Mengdehl
Ricardo Horneffer Mengdehl (11 d'agost de 1957) és un filòsof mexicà, docent a temps complet en la Llicenciatura i Postgrau de la Facultat de Filosofia i Lletres de la UNAM i és membre de l'Associació Filosòfica de Mèxic. Va obtenir el grau de llicenciat amb la tesi: «La expresión, fundamento ontológico de la Dialéctica del hombre en la obra de Eduardo Nicol». I per al grau de doctor en filosofia va presentar la tesi titulada: «El problema del ser: sus aporías en la obra de Eduardo Nicol». És especialista en Metafísica i Fenomenologia.

## Pensament
El seu pensament està molt influenciat per Eduard Nicol, al qui considera el seu mestre, i és un factor determinant que ha marcat la seva forma d'entendre diversos aspectes fenomenológico-ontològics. Té diverses aportacions importants en la interpretació dels fragments d'Heràclit i també se'l pot considerar un especialista en Aristòtil i Heidegger.

## Llibres
- “Metafísica y expresión” en El ser y la expresión homenaje a Eduardo Nicol (1990) ISBN 968-36-1363-2
- “De la fragilidad del ser” en El futuro de la filosofía (2004) ISBN 968-859-551-9
- “¿Habitar sin Ethos? En Heidegger y la pregunta por la ética (2001) ISBN 968-36-9559-0

## Llibres com a coordinador
- Eduardo Nicol (1907-2007) Homenaje (2009) ISBN 978-607-02-0785-3